# Malroy
Ne doit pas être confondu avec Maleroy.
Malroy est une commune française située dans le département de la Moselle en région Grand Est.

## Géographie
Malroy fait partie du canton de Vigy. Le village a la particularité de surplomber la Moselle de 10 à 20 mètres et n'en subit pas de fait les crues.

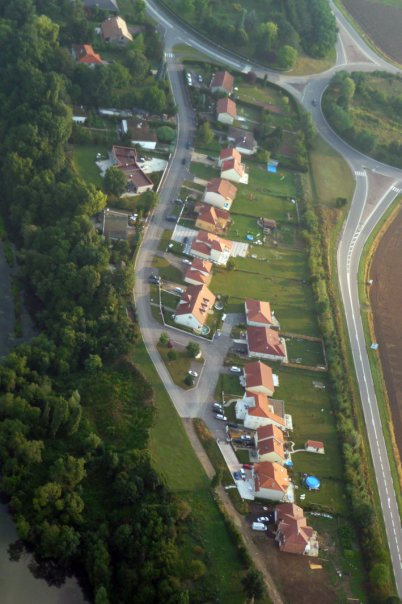
Chemin de la Croisette.
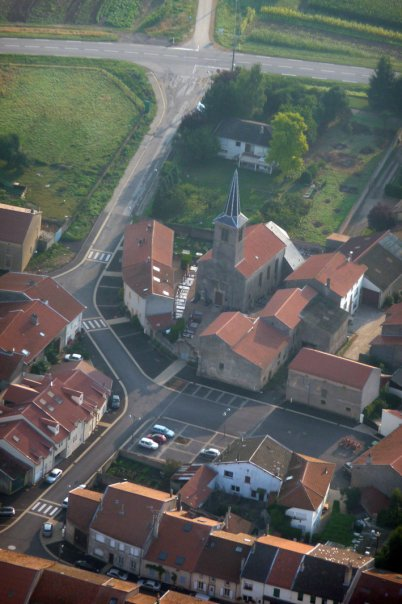
L'église vue du ciel.
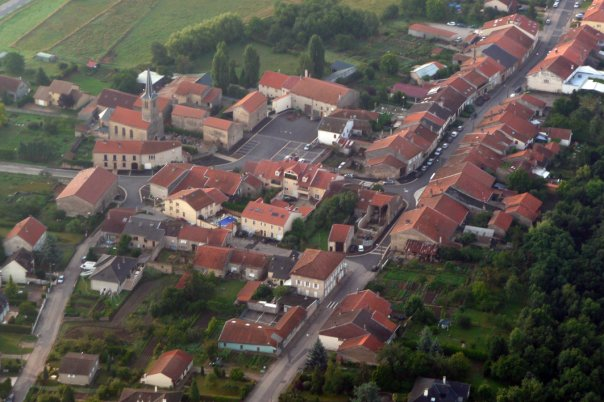
Le village vu du ciel.

### Communes limitrophes
|         | Argancy   |                |
| La Maxe | Malroy    | Charly-Oradour |
|         | Chieulles |                |

### Hydrographie
La commune est située dans le bassin versant du Rhin au sein du bassin Rhin-Meuse. Elle est drainée par la Moselle, la Moselle canalisée et le ruisseau de Malroy.
La Moselle, d’une longueur totale de 560 kilomètres, dont 315 kilomètres en France, prend sa source dans le massif des Vosges au col de Bussang et se jette dans le Rhin à Coblence en Allemagne.
La Moselle canalisée, d'une longueur totale de 135,2 km, prend sa source dans la commune de Pont-Saint-Vincent et se jette  dans la Moselle à Kœnigsmacker, après avoir traversé 61 communes.

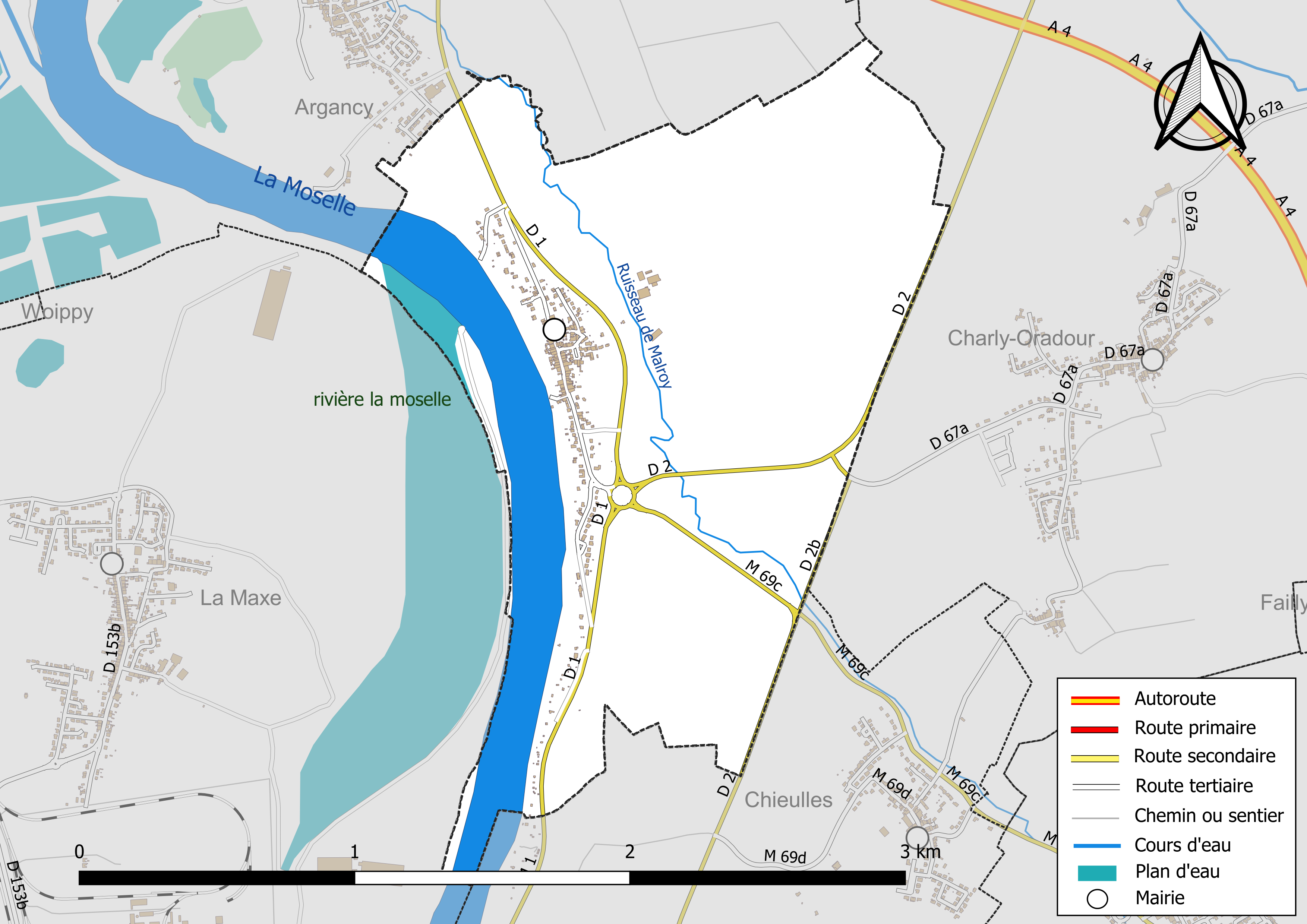
Réseaux hydrographique et routier de Malroy.

La qualité des eaux des principaux cours d’eau de la commune, notamment de la Moselle et de la Moselle canalisée, peut être consultée sur un site spécial géré par les agences de l’eau et l’Agence française pour la biodiversité.

### Climat
Pour des articles plus généraux, voir Climat du Grand Est et Climat de la Moselle.
En 2010, le climat de la commune est de type climat des marges montargnardes, selon une étude du Centre national de la recherche scientifique s'appuyant sur une série de données couvrant la période 1971-2000. En 2020, Météo-France publie une typologie des climats de la France métropolitaine dans laquelle la commune est exposée à un climat semi-continental et est dans la région climatique  Lorraine, plateau de Langres, Morvan, caractérisée par un hiver rude (1,5 °C), des vents modérés et des brouillards fréquents en automne et hiver. 
Pour la période 1971-2000, la température annuelle moyenne est de 9,9 °C, avec une amplitude thermique annuelle de 16,7 °C. Le cumul annuel moyen de précipitations est de 751 mm, avec 11,8 jours de précipitations en janvier et 9,1 jours en juillet. Pour la période 1991-2020, la température moyenne annuelle observée sur la station météorologique de Météo-France la plus proche, « Malancourt », sur la commune d'Amnéville à 11 km à vol d'oiseau, est de 10,2 °C et le cumul annuel moyen de précipitations est de 884,1 mm. 
La température maximale relevée sur cette station est de 39,3 °C, atteinte le 25 juillet 2019 ; la température minimale est de −17,9 °C, atteinte le 5 janvier 1985,,. 
Les paramètres climatiques de la commune ont été estimés pour le milieu du siècle (2041-2070) selon différents scénarios d'émission de gaz à effet de serre à partir des nouvelles projections climatiques de référence DRIAS-2020. Ils sont consultables sur un site spécial publié par Météo-France en novembre 2022.

## Urbanisme

### Typologie
Au 1er janvier 2024, Malroy est catégorisée commune rurale à habitat dispersé, selon la nouvelle grille communale de densité à sept niveaux définie par l'Insee en 2022.
Elle est située hors unité urbaine. Par ailleurs la commune fait partie de l'aire d'attraction de Metz, dont elle est une commune de la couronne,. Cette aire, qui regroupe 245 communes, est catégorisée dans les aires de 200 000 à moins de 700 000 habitants,.

### Occupation des sols
L'occupation des sols de la commune, telle qu'elle ressort de la base de données européenne d’occupation biophysique des sols Corine Land Cover (CLC), est marquée par l'importance des territoires agricoles (72,6 % en 2018), une proportion identique à celle de 1990 (72,6 %). La répartition détaillée en 2018 est la suivante : 
terres arables (53,4 %), prairies (19,3 %), eaux continentales (16,5 %), zones urbanisées (7,3 %), forêts (3,6 %). L'évolution de l’occupation des sols de la commune et de ses infrastructures peut être observée sur les différentes représentations cartographiques du territoire : la carte de Cassini (XVIIIe siècle), la carte d'état-major (1820-1866) et les cartes ou photos aériennes de l'IGN pour la période actuelle (1950 à aujourd'hui).

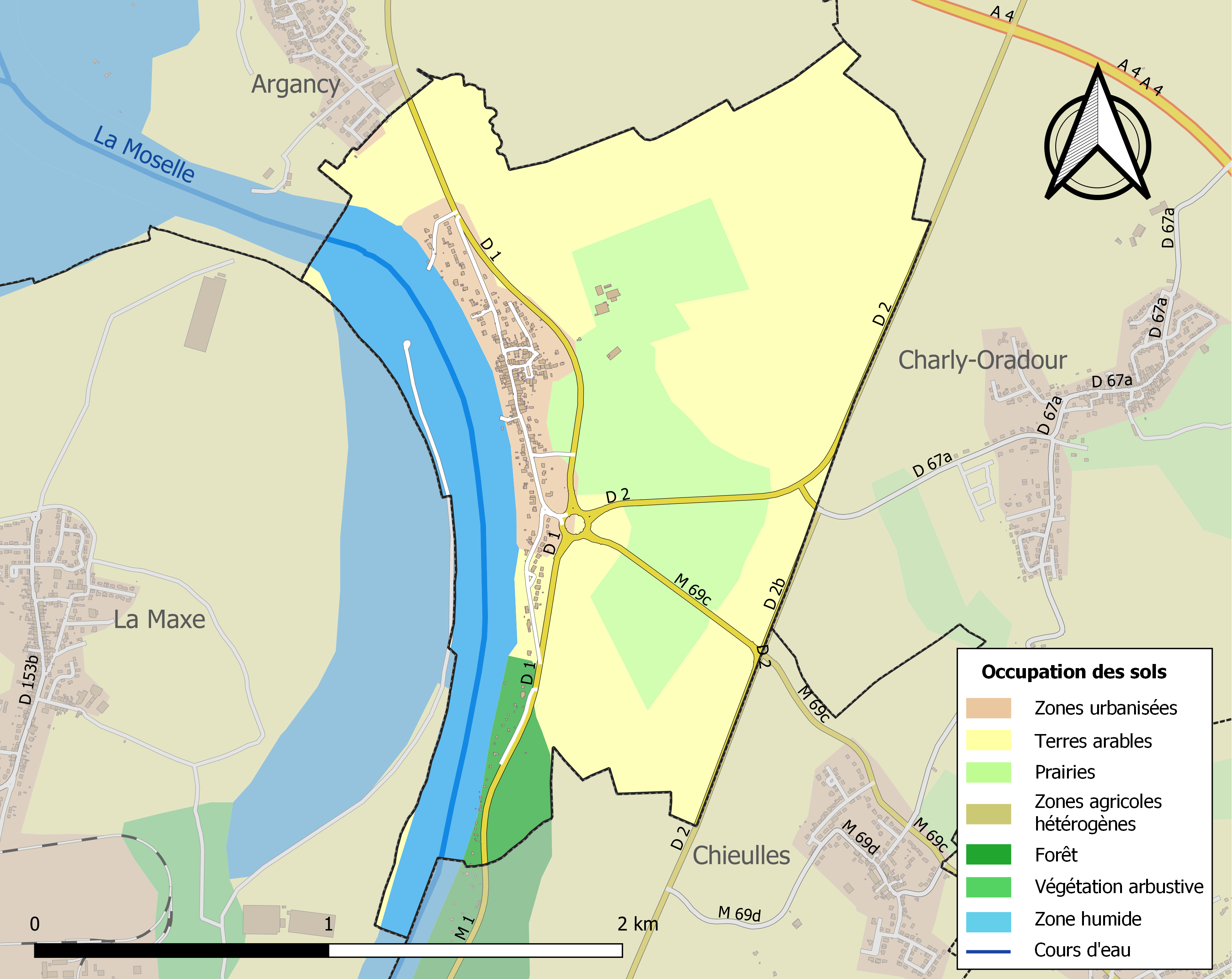
Carte des infrastructures et de l'occupation des sols de la commune en 2018 (CLC).

## Toponymie
Évolution du nom du village (date du document dans lequel le nom apparait) : Mallarey (1128) ; Mallerei (1137); Malroi (1235) ; Malrois (1250) ; Maleroy (1263) ; Malleroit (1281) ; Marloy (1315) ; Mallerois (1404) ; Malleroys (1553) ; Malleroy (1680) ; Malleloi (période révolutionnaire). Malrich (1915–1918 et 1940–1944).
En lorrain : Malreu.

## Histoire
Le village dépendait du Pays messin et faisait partie du Haut Chemin. Nos ancêtres nommaient ainsi la route de Bouzonville. Au Moyen Âge, les pèlerins du pays Messin empruntaient cette voie pour aller à Sainte-Barbe y prier leur patron.
Thiébault de Heu, maître échevin de la ville de Metz acheta Malroy. Malroy était le fief de la famille de Heu dont l’hôtel se trouve rue de la Fontaine à Metz, puis en 1728 des Jobert dont l’hôtel s’ouvre rue du Chanoine-Collin.
Siège d’un fief dépendant en partie de la princerie de la cathédrale Saint-Étienne de Metz, Malroy était en 1861 annexe de la paroisse de Charly. Malroy fit partie en 1790 du canton d’Argancy, passa dans celui d’Antilly sous l'organisation de l’an III et dans le canton actuel en 1802.

## Héraldique
| Blason | Blasonnement : D’azur à une montagne d’or de six rochers, accolée de deux écureuils grimpants et affrontés d’argent, surmontée de deux étoiles d’or. Commentaires : Ce sont les armes de la famille messine Poutet, qui a possédé la seigneurie de Malroy aux XVIIe et XVIIIe siècles. |

## Politique et administration
| Période                                  | Période   | Identité            | Étiquette | Qualité |
| ---------------------------------------- | --------- | ------------------- | --------- | ------- |
| vers 1807                                |           | Jean Lacour         |           |         |
| mars 1977                                | mars 1995 | François Istria     |           |         |
| mars 1995                                | mars 2008 | François Pianezzola |           |         |
| mars 2008                                | mars 2014 | Henri Poinsignon    |           |         |
| mars 2014                                | mai 2020  | Michel Boulanger    |           |         |
| mai 2020                                 | En cours  | Hervé Gaudé         |           |         |
| Les données manquantes sont à compléter. |           |                     |           |         |

## Démographie
L'évolution du nombre d'habitants est connue à travers les recensements de la population effectués dans la commune depuis 1793. Pour les communes de moins de 10 000 habitants, une enquête de recensement portant sur toute la population est réalisée tous les cinq ans, les populations de référence des années intermédiaires étant quant à elles estimées par interpolation ou extrapolation. Pour la commune, le premier recensement exhaustif entrant dans le cadre du nouveau dispositif a été réalisé en 2006.

En 2022, la commune comptait 353 habitants, en évolution de −1,94 % par rapport à 2016 (Moselle : +0,52 %, France hors Mayotte : +2,11 %).
| 1793 | 1800 | 1806 | 1821 | 1836 | 1841 | 1861 | 1866 | 1871 |
| ---- | ---- | ---- | ---- | ---- | ---- | ---- | ---- | ---- |
| 266  | 261  | 259  | 250  | 256  | 249  | 242  | 242  | 215  |

| 1875 | 1880 | 1885 | 1890 | 1895 | 1900 | 1905 | 1910 | 1921 |
| ---- | ---- | ---- | ---- | ---- | ---- | ---- | ---- | ---- |
| 215  | 203  | 224  | 228  | 218  | 183  | 164  | 173  | 132  |

| 1926 | 1931 | 1936 | 1946 | 1954 | 1962 | 1968 | 1975 | 1982 |
| ---- | ---- | ---- | ---- | ---- | ---- | ---- | ---- | ---- |
| 172  | 176  | 167  | 169  | 188  | 231  | 281  | 297  | 297  |

| 1990 | 1999 | 2006 | 2011 | 2016 | 2021 | 2022 | - | - |
| ---- | ---- | ---- | ---- | ---- | ---- | ---- | - | - |
| 304  | 339  | 378  | 384  | 360  | 351  | 353  | - | - |

## Lieux et monuments
- Passage d’une voie romaine.
- Moulin (quelques meuniers : Flavigny Auguste Godard en 1729, Félix Goullon, Jules Goullon est le dernier meunier jusqu’en 1950).
- Cloche de l’école, fondue par André Guenser à Metz en 1895.
- Restes de maison forte.

## Édifices religieux
- Église Saint-Maurice de 1865, croix au-dessus de la porte de 1764, clocher et nortex (narthex ?) romans du XIIe siècle, vitraux de L. Maréchal du XIXe siècle.
- Porte du cimetière du XVIIIe siècle.
- Statue de saint Martin à cheval du XVe siècle.
- Croix, inscription « Jean Lacour, maire de Malroy (1807) », date à l’arrière 1642.
- Croix, inscriptions « I.N.R.I / M.C. (1726), restaurée pour la gloire de Dieu le 3 juin 1803.
- Croix érigée par les soins de J.F. Hennequin et de Marie Bourg son épouse, le 1er avril 1842.

## Personnalités liées à la commune
- Carmelo Micciche, footballeur.

## Pour approfondir